# Nan Martin
Nan Martin (* 15. Juli 1927 in Decatur, Illinois, USA; † 4. März 2010 in Malibu, Kalifornien) war eine US-amerikanische Film-, Fernseh- und Theaterschauspielerin.

## Biografie

### Theater
Nan Martin studierte einige Zeit an der University of California, Los Angeles (UCLA), wo sie auch in der dortigen Theatergruppe im Stück The Gentle People auftrat. Anschließend arbeitete sie als Model für den Modeschöpfer Adrian. Ihre eigentliche schauspielerische Karriere begann sie 1950 in einer Nebenrolle im nur kurz laufenden Stück A Story for a Sunday Evening und erhielt erste größere Aufmerksamkeit am Broadway durch ihre Auftritte zwischen 1958 und 1959 im Drama J.B. von Archibald MacLeish unter der Regie von Elia Kazan für die sie eine Tony-Award-Nominierung erhielt. In der folgenden Theatersaison trat sie zwischen 1960 und 1961 im Theaterstück Under the Yum-Yum Tree von Lawrence Roman auf. In den frühen 1960er-Jahren war sie auch eine der Hauptdarstellerinnen bei den sogenannten Shakespeare in the Park-Produktionen von Joseph Papp in New York Cities Central Park. Danach arbeitete sie viele Jahrzehnte in Bühnenproduktionen in Theatern von Südkalifornien. 1976 hatte sie wiederum am Broadway Erfolge in dem Stück The Eccentricities of a Nightingale von Tennessee Williams.
1986 spielte sie wieder Mutterrollen sowohl in Vergrabenes Kind (Buried Child) von Sam Shepard mit der South Coast Repertory (SCR)-Theatergruppe in Costa Mesa sowie zeitgleich am Theatre Center in Los Angeles in All My Sons von Arthur Miller.
Eine ihrer anderen Rollen bei der SCR-Theatergruppe war 1989 die Rolle der Miss Helen in dem Drei-Personen-Stück The Road to Mecca des südafrikanischen Dramatikers Athol Fugard. Für die gleiche Darstellung an der Seite von Fugard als Prediger am John F. Kennedy Center for the Performing Arts in Washington, D.C. erhielt sie den Helen-Hayes-Award. Für ihre Hauptrolle in Odd Jobs in der Produktion der SCR-Theatergruppe erhielt sie darüber hinaus 1992 einen Los Angeles Drama Critics Circle Award.

### Film und Fernsehen
Später begann sie auch eine Karriere als Schauspielerin in Filmen wie Puppen unterm Dach (1963, Hauptdarsteller Dean Martin und Geraldine Page) und For Love of Ivy (1968, Hauptdarsteller Sidney Poitier und Abbey Lincoln).
In der Filmkomödie Zum Teufel mit der Unschuld (Goodbye, Columbus) von Philip Roth spielte sie 1969 an der Seite von Jack Klugman als Mrs. Ben Patimkin die wenig schmeichelhafte, snobistische, neureiche Mutter von Ali MacGraw, die den nicht ehrgeizigen neuen Freund ihrer Tochter verachtet, der von Richard Benjamin dargestellt wird.
Diese Darstellung prägte auch ihre Festlegung auf Mütterrollen in mehr als zwei Dutzend Filmen, Fernsehfilmen und Fernsehserien wie die sterbende Mutter des Anwalts Douglas Brackman (Alan Rachins) in L.A. Law – Staranwälte, Tricks, Prozesse 1986 und der Mutter von Freddy Krueger, Amanda Krueger, in Nightmare III – Freddy Krueger lebt 1987.
1989 spielte sie in der Episode Die vergessene Tote der Fernsehreihe Columbo die Rolle von Rose Walker.
Nan Martin hatte daneben auch Auftritte in den Fernsehserien Die Unbestechlichen (The Untouchables), Fernsehserie, Twilight Zone, New York Cops – NYPD Blue sowie CSI: Den Tätern auf der Spur. In der Drew Carey Show spielte sie zwischen 1995 und 2000 die Mrs. Louder in einer Nebenrolle.
Ihre letzte Filmrolle hatte sie 2001 in Schwer verliebt an der Seite von Gwyneth Paltrow und Jack Black.
Nan Martin war in erster Ehe mit dem Filmkomponisten Robert E. Dolan verheiratet. Nach der Scheidung von diesem war sie mit dem Architekten Harry Gesner verheiratet. Aus dieser Ehe ging der Film- und Fernsehschauspieler Zen Gesner hervor.

## Filmografie
- 1952: Schlitz Playhouse of Stars (Fernsehserie, 1 Folge)
- 1953: Hollywood Opening Night (Fernsehserie, 1 Folge)
- 1955: Studio 57 (Fernsehserie, 1 Folge)
- 1956: Der Mann im grauen Flanell (The Man in the Gray Flannel Suit)
- 1957: Robert Montgomery Presents  (Fernsehserie, 1 Folge)
- 1957: The Buster Keaton Story
- 1958: The Mugger
- 1959: NBC Sunday Showcase (Fernsehserie, 1 Folge)
- 1960: Moment of Fear (Fernsehserie, 1 Folge)
- 1960: Play of the Week (Fernsehserie, 1 Folge)
- 1962: Schauplatz Los Angeles (The New Breed, Fernsehserie, 1 Folge)
- 1962: Ben Casey (Fernsehserie, 1 Folge)
- 1962: Die Unbestechlichen (The Untouchables, Fernsehserie, 1 Folge)
- 1963: The Eleventh Hour (Fernsehserie, 1 Folge)
- 1963: Unglaubliche Geschichten (The Twilight Zone, Fernsehserie, 1 Folge)
- 1963: Puppen unterm Dach (Toys in the Attic)
- 1963: Preston & Preston (The Defenders, Fernsehserie, 1 Folge)
- 1964: The Reporter (Fernsehserie, 1 Folge)
- 1964: Auf der Flucht / Dr. Kimble auf der Flucht (The Fugitive, Fernsehserie, 2 Folgen)
- 1964: Hamlet
- 1965: Widersteh, wenn du kannst (Bus Riley's Back in Town)
- 1965: Bei Madame Coco (The Art of Love)
- 1965: Perry Mason (Fernsehserie, 1 Folge)
- 1966: The Trials of O’Brien (Fernsehserie, 1 Folge)
- 1967: Invasion von der Wega (The Invaders, Fernsehserie, 1 Folge)
- 1968: Liebling (For Love of Ivy)
- 1968: Auf welcher Seite willst Du liegen, Liebling? (Three in the Attic)
- 1969: Twen-Police (Fernsehserie, 1 Folge)
- 1969: Mannix (Fernsehserie, 1 Folge)
- 1969: Zum Teufel mit der Unschuld (Goodbye Columbus)
- 1969: Medical Center (Fernsehserie, 1 Folge)
- 1969–1972: FBI (The F.B.I., Fernsehserie, 3 Folgen)
- 1970: Kobra, übernehmen Sie (Mission: Impossible, Fernsehserie, 1 Folge)
- 1970: Lancer (Fernsehserie, 1 Folge)
- 1971: Verliebt in eine Hexe (Bewitched, Fernsehserie, 1 Folge)
- 1971: Die jungen Anwälte (The Young Lawyers, Fernsehserie, 1 Folge)
- 1971: Longstreet (Fernsehserie, 1 Folge)
- 1972: The Sixth Sense (Fernsehserie, 1 Folge)
- 1972–1973: Owen Marshall – Strafverteidiger (Owen Marshall, Counselor at Law, Fernsehserie, 2 Folgen)
- 1973: The Young Nurses
- 1973: Room 222 (Fernsehserie, 1 Folge)
- 1973: Die Straßen von San Francisco (The Streets of San Francisco, Fernsehserie, 1 Folge)
- 1974: The Wide World of Mystery (Fernsehserie, 1 Folge)
- 1974: Remember When (Fernsehfilm)
- 1975: Die Kehrseite der Medaille (The Other Side of the Mountain)
- 1975: Ellery Queen (Fernsehserie, 1 Folge)
- 1975–1981: Nachdenkliche Geschichten (Insight, Fernsehserie, 3 Folgen)
- 1976: Vergewaltigt hinter Gittern (Jackson County Jail)
- 1976: Number One (Kurzfilm)
- 1976–1977: Visions (Fernsehserie, 2 Folgen)
- 1977: A Circle of Children
- 1978: The Other Side of the Mountain: Part II
- 1978: Gefangen in Jackson County (Outside Chance, Fernsehfilm)
- 1978: Playmate des Monats (Katie: Portrait of a Centerfold)
- 1979: The Runaways
- 1979: Violation – Die Ohnmacht des Opfers (Mrs. R’s Daughter, Fernsehfilm)
- 1979: Eine amerikanische Familie (Family, Fernsehserie, 1 Folge)
- 1979: Angie (Fernsehserie, 1 Folge)
- 1980: The Golden Honeymoon (Fernsehfilm)
- 1980: Unter guten Freunden (A Small Circle of Friends)
- 1980: Ein Walzer vor dem Frühstück (Loving Couples)
- 1981: Hart aber herzlich (Hart to Hart, Fernsehserie, Folge Operation Mord)
- 1981: Dear Teacher (Fernsehfilm)
- 1982: Die falsche Spur (Prime Suspect, Fernsehfilm)
- 1982: Ein besonderer Held (Some Kind of Hero)
- 1982: Richard II
- 1982: Chefarzt Dr. Westphall (St. Elsewhere, Fernsehserie, 1 Folge)
- 1983: I Take These Men (Fernsehfilm)
- 1983: Die Dornenvögel (The Thorn Birds, Fernsehserie, 1 Folge)
- 1983: Dr. Detroit (Doctor Detroit)
- 1983: The Winter of Our Discontent (Fernsehfilm)
- 1984: Solo für zwei (All of Me)
- 1985+1986: Unbekannte Dimensionen (The Twilight Zone, Fernsehserie, 2 Folgen)
- 1986: Mr. Sunshine (Fernsehserie, 11 Folgen)
- 1986: Der Hogan-Clan (Fernsehserie, 1 Folge)
- 1986+1988: My Sister Sam (Fernsehserie, 2 Folgen)
- 1986+1989: Golden Girls (Fernsehserie, 2 Folgen)
- 1987: Nightmare 3 - Freddy lebt (A Nightmare on Elm Street 3: Dream Warriors)
- 1987: Home Fires (Fernsehfilm)
- 1987: Ein Mann aus Stahl (Proud Men, Fernsehfilm)
- 1987: Buck James (Fernsehserie, 1 Folge)
- 1987: Raumschiff Enterprise – Das nächste Jahrhundert (Star Trek: The Next Generation, Fernsehserie, 1 Folge)
- 1987: Frank’s Place (Fernsehserie, 1 Folge)
- 1988: L.A. Law – Staranwälte, Tricks, Prozesse (L.A. Law, Fernsehserie, 1 Folge)
- 1988: CBS Summer Playhouse (Fernsehserie, 1 Folge)
- 1988–1989: Fantastic Max (Fernsehserie, 3 Folgen, nur Stimme)
- 1989: Columbo: Die vergessene Tote (Murder, Smoke and Shadows, Fernsehreihe)
- 1989: Ein Affe zum Knutschen (Animal Behavior)
- 1989: Major Dad (Fernsehserie, 1 Folge)
- 1990: Ein gesegnetes Team (Father Dowling Mysteries, Fernsehserie, 1 Folge)
- 1990: Nur über meine Leiche (Over My Dead Body, Fernsehserie, 1 Folge)
- 1990: Matters of the Heart (Fernsehfilm)
- 1991: Das Schicksal der Jackie O. (A Woman Named Jackie, Fernsehserie, 2 Folgen)
- 1991: Charlie Hoover (Fernsehserie, 1 Folge)
- 1991+1992: Bigfoot und die Hendersons (Harry and the Hendersons, Fernsehserie, 2 Folgen)
- 1991–1993: The Pirates of Dark Water (Fernsehserie, 9 Folgen)
- 1992: California Clan (Fernsehserie, 12 Folgen)
- 1992: Als Baby mißbraucht (Child of Rage, Fernsehfilm)
- 1993: Die Mutter der Braut (Mother of the Bride, Fernsehfilm)
- 1993: Baywatch – Die Rettungsschwimmer von Malibu (Baywatch, Fernsehserie, 1 Folge)
- 1993: Die Abenteuer des Brisco County jr. (The Adventures of Brisco County, Jr., Fernsehserie, 1 Folge)
- 1993: Go West (Fernsehserie, 1 Folge)
- 1995: The 5 Mrs. Buchanans (Fernsehserie, 1 Folge)
- 1995: Last Gasp – Der Todesfluch (Last Gasp)
- 1995: Ein Strauß Töchter (Sisters, Fernsehserie, 1 Folge)
- 1995–1999: Drew Carey Show (The Drew Carey Show, Fernsehserie, 26 Folgen)
- 1996: Terror in der Familie – Eine Tochter läuft Amok (Terror in the Family, Fernsehfilm)
- 1997: Emergency Room: Die Notaufnahme (ER, Fernsehserie, 1 Folge)
- 1997: Chicago Hope: Endstation Hoffnung (Chicago Hope, Fernsehserie, 1 Folge)
- 1997: The Song of the Lark (Kurzfilm)
- 1997+1998: Susan (Fernsehserie, 2 Folgen)
- 1998: Practice – Die Anwälte (The Practice, Fernsehserie, 1 Folge)
- 1998: Maximum Bob (Fernsehserie, 1 Folge)
- 1998: Profiler (Fernsehserie, 1 Folge)
- 2000: Blutiges Erwachen (Murder in the Mirror, Fernsehfilm)
- 2000: Big Eden
- 2000: Forever Lulu – Die erste Liebe rostet nicht! (Forever Lulu)
- 2000: Invisible Man – Der Unsichtbare (The Invisible Man, Fernsehserie, 1 Folge)
- 2000: Gideon’s Crossing (Fernsehserie, 1 Folge)
- 2000: Lass es, Larry! (Curb Your Enthusiasm, Fernsehserie, 1 Folge)
- 2000: The Michael Richards Show (Fernsehserie, 1 Folge)
- 2000: Cast Away – Verschollen (Cast Away)
- 2001: The Song of the Lark (Fernsehfilm)
- 2001: Crossing Jordan – Pathologin mit Profil (Crossing Jordan, Fernsehserie, 1 Folge)
- 2001: The Agency – Im Fadenkreuz der C.I.A. (The Agency, Fernsehserie, 1 Folge)
- 2001: Schwer verliebt (Shallow Hal)
- 2002: Six Feet Under – Gestorben wird immer (Six Feet Under, Fernsehserie, 1 Folge)
- 2002: Strong Medicine: Zwei Ärztinnen wie Feuer und Eis (Strong Medicine, Fernsehserie, 1 Folge)
- 2002: Push, Nevada (Fernsehserie, 1 Folge)
- 2002: Harvest Moon – Vollmond im September (Dancing at the Harvest Moon, Fernsehfilm)
- 2003: Nip/Tuck – Schönheit hat ihren Preis (Nip/Tuck, Fernsehserie, 1 Folge)
- 2004: Ein Löwe in Las Vegas (Father of the Pride, Fernsehserie, 1 Folge, nur Stimme)
- 2005: New York Cops – NYPD Blue (NYPD Blue, Fernsehserie, 1 Folge)
- 2005: CSI: Vegas (CSI: Crime Scene Investigation, Fernsehserie, 1 Folge)
- 2005: Las Vegas (Fernsehserie, 1 Folge)
- 2005: Ein Leben für die Pferde (Thicker Than Water, Fernsehfilm)
- 2005: Greener Mountains
- 2005: Mrs. Harris – Mord in besten Kreisen (Mrs. Harris, Fernsehfilm)